# Ricardo Campero
Ricardo Óscar Campero (Lules, Provincia de Tucumán, 1946). Es un político argentino, dirigente de la Unión Cívica Radical, uno de los fundadores de la Junta Coordinadora Nacional y de la agrupación universitaria Franja Morada.

## Biografía
Nació en la Ciudad de Lules, Tucumán. Pertenece a una antigua familia con raigambre histórica en el noroeste argentino y en Bolivia, y con la Unión Cívica Radical en particular; sobrino nieto del gobernador tucumano Miguel Mario Campero. Desde temprana edad militó en los movimientos estudiantiles de San Miguel de Tucumán para luego trasladarse a Rosario donde prosiguió sus estudios universitarios. Allí se graduó en Ciencias Políticas y Diplomáticas; su desempeño en la militancia universitaria fue uno de los aspectos que definieron su carrera política. Su postgrado fue de orientación en Economía Internacional, donde concentró su actividad profesional y académica.

## Trayectoria política
En  septiembre de 1966 fue detenido cuando organizaba un acto en homenaje al estudiante Santiago Pampillón asesinado en Córdoba. Era el Presidente de la Asociación de Estudiantes de Diplomacia. Es reconocido como uno de los fundadores de la Agrupación Universitaria Franja Morada cuando prestaba el Servicio Militar en Tucumán donde escribió el capítulo económico del manifiesto liminar de septiembre de 1967. En 1968 participó en los actos del Cincuentenario de la Reforma Universitaria que fueron reprimidos en Rosario, lo que produjo la Intervención del Poder Judicial de la provincia de Santa Fe. Desde entonces se vinculó con el expresidente Arturo Illia con quien mantuvo una profunda amistad hasta su muerte en enero de 1983.
El 20 de junio de 1966 participó en los grupos obreros y estudiantiles que postularon que el presidente constitucional constituyera su Gobierno en Rosario, donde éste se encontraba en conmemoración del Día de la Bandera, para enfrentar el golpe militar que sería encabezado por el general Juan Carlos Onganía. Estos grupos coincidían con la presencia del general Carlos Augusto Caro al frente del 2.º Cuerpo de Ejército, Héctor Quagliaro, un peronista antigolpista y luego fundador de la CGT de los Argentinos al frente de la CGT Regional y el peso del movimiento Reformista universitario del que Campero formaba parte. El gobernador Aldo Tessio estaba al tanto de la pretensión y todos los nombrados se aglutinaron luego en el Encuentro Nacional de los Argentinos, un frente pluripartidario con vínculos con la CGT de los Argentinos. El intento de resistencia en la ciudad Rosarina fue desechado. 
La noche del golpe de junio de 1966, Campero tuvo un duro enfrentamiento con Juan Carlos Puig, posterior canciller del presidente Héctor Cámpora, docente perteneciente a los círculos católicos ortodoxos (o cursillistas)  que militaba en los movimientos nacionalistas de derecha que auspiciaban el golpe que consagró a Onganía como presidente. La cuestión terminó con una no muy conocida escaramuza entre los estudiantes Reformistas y la Gendarmería Nacional cuyo comando estaba a metros de la Facultad de Ciencias Económicas, Comerciales y Políticas de la entonces Universidad Nacional del Litoral.
En el ENA y la CGT de los Argentinos (los partidos políticos habían sido proscriptos) se vinculó con Agustín Tosco, el dirigente sindical de Luz y Fuerza y líder del Cordobazo. En 1968, con otros dirigentes estudiantiles radicales como Aníbal Reinaldo, Carlos Becerra, Luis "Changui" Cáceres, Federico Storani entre otros, conformaron la Junta Coordinadora Nacional, un grupo político con orientación de centro-izquierda, la cual sentó como principio la oposición a la lucha armada para derrocar a la dictadura de Onganía. Esta decisión de los estudiantes radicales -aglutinados en la agrupación Franja Morada-, los diferenciaba de los grupos estudiantiles de izquierda y del peronismo revolucionario, quienes recurrieron a la lucha armada como método de desgaste de la dictadura.
Durante el levantamiento popular conocido como el Rosariazo en mayo-junio de 1969, Campero fue uno de los líderes estudiantiles más activos en el frente de estudiantes y trabajadores que se lanzaron a las calles para hacer frente a las fuerzas de seguridad dispuestas a sofocar este movimiento. Campero fue detenido, juzgado y encarcelado en Buenos Aires, defendido por Hipólito Solari Yrigoyen conforme lo aconsejado por Illia. En esas condiciones conoció a su esposa María Luisa Storani quien visitaba a su hermano Federico, encarcelado en Villa Devoto. El padre de ambos, Conrado Storani, era ya un conocido de Campero y uno de sus referentes políticos junto a Carlos Becerra padre. Con su futuro padre político cultivó una amistad que perdura hasta la muerte del dirigente cordobés.
Durante la dictadura de Onganía, la Junta Coordinadora Nacional se acercó a Raúl Ricardo Alfonsín, el dirigente en ascenso de la línea interna de la U.C.R. Renovación y Cambio, consagrando la tendencia social-demócrata dentro del Radicalismo que tendría preponderancia durante la recuperación democrática de 1983.
En Buenos Aires, Campero participó mucho en el Radicalismo junto a Alfonsín y miembros de la Junta Coordinadora Nacional hasta el Golpe de Estado de 1976 que inició el Proceso de Reorganización Nacional. Debió restringir su actividad política, como muchos otros dirigentes, más cuando Sergio Karakachoff fue secuestrado y asesinado en septiembre de 1976. Con Karakachoff tenía además una profunda amistad abonada por trabajos teóricos conjuntos en torno a la revalorización del peronismo y a la comprensión del Radicalismo en el entorno del movimiento nacional y que son los antecedentes mediatos del famoso documento de la Coordinadora denominado "La Contradicción Fundamental”.
En 1982, ante la ocupación de las Islas Malvinas por la dictadura militar y el inicio de las hostilidades, Campero junto a otros dirigentes radicales bonaerenses se presentó en la Plaza de Mayo en medio de la concentración popular, provocativos, con una bandera radical de la Revolución del Parque, todo un gesto debido a que el estado de sitio prohibía la exhibición de símbolos partidarios. En ese tiempo, también encabezó una protesta popular que cambió el nombre de la estación de ferrocarril "Victoria" de San Fernando por "Victoria Latinoamericana" en claro símbolo de repudio a la antigua denominación impuesta por los constructores británicos de las líneas del Ferrocarril Mitre en honor de la Reina Victoria de Gran Bretaña.
En 1972, Campero ingresó a la Confederación General Económica a la par del exsecretario de Industria del Presidente Illia, Alfredo Concepción en la que también participaba como dirigente. Durante este periodo fue designado Gerente General de la Asociación de Importadores y Exportadores de la República Argentina cargo que ocupó hasta 1976 cuando fue intervenida la CGE por la dictadura instaurada el 24 de marzo. De ese tiempo viene su especialización en Economía Internacional y sus vínculos con el equipo económico de Illia donde estaban Roque Carranza y Bernardo Grinspun. En 1973, participó de las negociaciones por la cual se restablecieron las relaciones comerciales con Cuba y dirigió la Exposición Argentina en La Habana en 1974. Desde entonces, mantuvo encuentros con Fidel Castro, quien había decidido la pertenencia cubana de modo decidido al CAME, la organización de integración económica con eje en la Unión Soviética.
En 1973, Campero se hizo cargo de la Cátedra de Historia Económica y Social Universal en la Facultad de Derecho de la Universidad de Buenos Aires. Hasta 1975 cuando fue cesanteado por el rector peronista Alberto Ottalagano se trasladó a Rosario por la persecución de la Triple A. El otro profesor radical de entonces y de Introducción al Derecho fue Karackachoff, con Mario Amaya. Desarrolló actividades académicas, también en la Universidad Nacional de la Plata.
En la década del 90 fue un firme contestador teórico al auge neoliberal; escribió varias notas periodísticas y dictó numerosas conferencias. Algunos registros fueron publicados en la Revista-Libro Relatos, que dirigió el periodista Enrique Vázquez y en el que integró su Consejo de Redacción con Osvaldo Álvarez Guerrero, Ricardo Gil Lavedra, Manuel Sadosky y Ricardo Lafferriere, entre otros. Durante la dictadura, Campero integró el Instituto de Desarrollo Económico en donde publicó notas sobre el comercio exterior y el impacto de la apertura económica en el desarrollo industrial y la integración regional.

## Secretario de Estado con Alfonsín (1983-1985)
La recuperación de la democracia en octubre de 1983 y el triunfo electoral de Raúl Alfonsín inauguró una nueva etapa en la Argentina. Campero se integró al equipo económico del Ministro de Economía Bernardo Grinspun como Secretario de Estado de Comercio Interior,  Exterior y Turismo. Fue el primer miembro de la Franja Morada en integrar un gobierno y prestó juramento ante Alfonsín el 10 de diciembre de 1983. En esa difícil etapa de la economía, le correspondió normalizar las relaciones comerciales y la reapertura de mercados cerrados en represalia por la Guerra de Malvinas y el default. Campero impulsó la aprobación de la Ley de Promoción de Exportaciones, aún vigente, y la apertura del Mercado Central. 
El reemplazo de Bernardo Grinspun por Juan Vital Sourrouille al frente del Ministerio de Economía, en junio de 1985, determinó que Campero pasara a concentrarse en Comercio Exterior hasta diciembre de 1985, reemplazado por Roberto Lavagna en una movida política de Alfonsín para confluir con un núcleo de economistas peronistas. Entonces fue designado embajador ante la A.LA.DI. (1987-1989) donde llegó a presidir el Comité de Representantes Permanentes, con sede en Montevideo. Su gestión en los dos ámbitos se caracterizó por intensos conflictos comerciales con Brasil que auguraron su estabilización cuando el regreso de la democracia en este país y el inicio del proceso que culminó en el MERCOSUR. Un latinoamericanista reconocido, Campero auspició esquemas de integración multilaterales que culminaron con la Preferencia Arancelaria Regional que los países signatarios del Tratado de Montevideo de 1980 se asignan entre sí.
Como Secretario de Comercio Exterior y como embajador argentino ante la ALADI, Campero impulsó la reinserción de Cuba a los mecanismos de integración de América Latina, hecho acontecido durante el gobierno de Alfonsín; en tal carácter firmó el Primer Acuerdo de Alcance Parcial de Cuba con un país latinoamericano. También auspició el ingreso de Cuba al esquema de la A.LA.DI. Al alejarse de la función diplomática retornó a Cuba, donde realizó actividades de índole empresarial en el campo de la tecnología informática y la biotecnología. Participó de la producción de la película argentino cubana Hasta la Victoria Siempre, dirigida por De Sanzo, de la trasmisión satelital de la visita papal de Juan Pablo II a La Habana y los traslados de los restos del Che Guevara de Bolivia a Cuba.

## Actividad política desde 1990
Campero continuó con su actividad partidaria en la Provincia de Buenos Aires durante la década de 1990. Ante el advenimiento del gobierno de la Alianza en 1999 era convencional nacional y se opuso al ingreso de Domingo Cavallo al gobierno de De la Rúa impulsado por el vicepresidente Carlos Chacho Álvarez quien luego renunciaría. Entonces tuvo un paso fugaz para atender temas de Sociedad de la Información en las Secretarías de Ciencia y Tecnología y de Comunicaciones. Su especialidad era la Nueva Economía y Economía digital. Desde entonces desarrolló el principio de un nuevo esquema de integración internacional de Argentina y a partir del auge del idioma español y para los bienes culturales y tecnológicos. Para ello, fue actor central de la consecución para Argentina del Congreso Mundial de la Lengua que se realiza en Rosario desde el Instituto Cervantes de la Lengua y que estuvo pensado para la valorización económica del idioma en Internet y durante el auge de las punto com. Campero es el iniciador de los movimientos de Radicalismo 2.0 y su blog es muy difundido.
Campero fue uno de los principales dirigentes radicales que apoyó la candidatura presidencial de Ricardo Alfonsín en 2011. Fue un dirigente decisivos en el triunfo electoral interno de la UCR de la Provincia de Buenos Aires, el 6 de junio de 2010. En esa oportunidad derrotó en la Primera Sección Electoral a sus adversarios Leopoldo Moreau y Gustavo Posse.

## Vida familiar
Está casado con la diputada nacional María Luisa Storani. Tiene cuatro hijos. Uno de ellos, Agustín Campero, economista, se desempeñó bajo el gobierno de la Coalición Cambiemos como secretario de Articulación Científico Tecnológica en el Ministerio de Ciencia, Tecnología e Innovación Productiva de la Nación; presidió la Fundación Alem, organismo académico de la U.C.R.